# Franz August O'Etzel

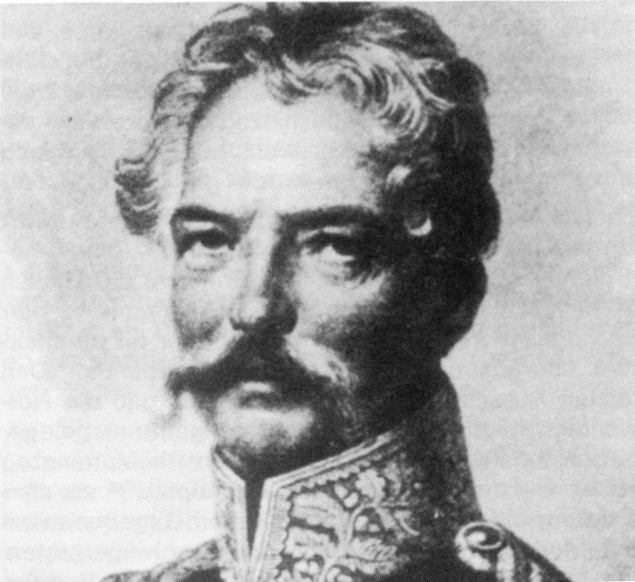
Franz August O'Etzel

Franz August O'Etzel  (även Franz August von Etzel), född 19 juli 1784 i Bremen, död 25 december 1850 i Berlin, var en tysk ingenjör och geograf; far till Anton von Etzel.
Etzel deltog 1813-15 i fälttågen mot Napoleon I, ledde därefter Tysklands triangel- och längdgradsmätning från Rhen till Riesengebirge, blev 1820 lärare vid krigsskolan i Berlin, adlades 1842 samt utnämndes 1847 till generalmajor. 